# Galerella flavescens
Galerella flavescens är en däggdjursart som först beskrevs av Bocage 1889.  Galerella flavescens ingår i släktet Galerella och familjen manguster. Inga underarter finns listade.

## Utseende
Honor är med en kroppslängd (huvud och bål) av 31 till 33 cm och en svanslängd av 34 till 34,5 cm lite mindre än hannar. Individer av hankön har en 33,5 till 35 cm lång kropp (huvud och bål) och en 32,5 till 36 cm lång svans. Bakfötterna är 6,5 till 7 cm långa och öronen är cirka 2,5 cm stora. Denna mangust har samma vikt som Galerella sanguinea, alltså 270 till 560 g för honor och 360 till 790 g för hannar. Pälsens färg varierar beroende på underart. G. f. shortrigei har kastanjebrun till gulaktig päls och G. f. nigrita är täckt av mörkbrun till svart päls. Liksom andra släktmedlemmar har arten en långsträckt kropp. Wilson & Reeder (2005) listar färgvarianterna som synonymer men inte som underarter.

## Utbredning
Denna mangust förekommer i sydvästra Angola och norra Namibia. Arten vistas där i torra områden med glest fördelad vegetation.

## Ekologi
Denna mangust är troligen dagaktiv och den har främst små däggdjur, fåglar, ödlor och insekter som föda. Arten äter ofta insekter som livnär sig av kadaver. Födan kompletteras med några större frön. Individerna lever ensam, i par eller som trio. I närheten av kadaver uppstår ibland strider med manguster som tillhör en annan art.
Inget är känt om fortplantningssättet.